# Сибирская угольная энергетическая компания
«Сиби́рская у́гольная энергети́ческая компа́ния» (СУЭК) — крупнейшая угольная компания в России и одна из ведущих угольно-энергетических компаний в мире, входит в пятерку крупнейших поставщиков угля на мировой угольный рынок. В 2021 году компания вошла в рейтинг журнала Forbes «200 крупнейших частных компаний России», где заняла 17 место с выручкой 483,3 млрд рублей.
Компания основана в 2001 году, штаб-квартира в Москве с подразделениями в регионах. Полное официальное наименование — Акционерное общество «Сибирская угольная энергетическая компания» (АО «СУЭК»).

## История и развитие
Создана в 2001 году. В начале 2000-х годов, на фоне разваливающихся шахт и повсеместных забастовок шахтеров, вызванных невыплатой заработной платы и плохими условиями труда, группа МДМ инвестировала средства, заработанные в банковском бизнесе, в приобретение разрезов и шахт, многие из которых находились в кризисном состоянии. В основе СУЭК лежала идея консолидировать разрозненные угольные предприятия по всей России, и создать крупный отраслевой холдинг.
Формирование началось на базе угледобывающих предприятий в Читинской области, Бурятии и Иркутской области. В 2002 году в состав СУЭК вошли предприятия в Хакасии и Красноярском крае, в 2003 году в Хабаровском и Приморском краях и в Кемеровской области. В 2004 году на базе СУЭК объединены угольные и ряд энергетических компаний Сибири.
Активы, приобретенные при формировании СУЭК, были проблемными — производственная мощность предприятий не превышала 30 миллионов тонн в год, на предприятиях было занято 70,000 горняков, но производительность была низкой, а экспорт угля практически отсутствовал. Износ оборудования составлял в среднем 90 %. В первые годы существования компании была проведена тотальная модернизация активов СУЭК, погашены крупные долги, выплачивались заработная плата работникам и налоги, была запущена масштабная программа модернизации, предусматривавшая переоснащение всех производственных подразделений компании современными оборудованием и техникой.
В 2006 году СУЭК становится крупнейшим экспортером угля в России. Компания построила первую в России станцию по переработке шахтного метана в тепловую энергию в рамках реализации соглашений Киотского протокола — в 2008-м году на шахте СУЭК «Имени С. М. Кирова» запущена электростанция, работающая на шахтном метане. Был построен первый в России интеллектуальный диспетчерский центр, который контролирует работу всех предприятий и отслеживает местонахождение и самочувствие шахтеров под землёй.
В 2011 году энергетические активы выведены из состава СУЭК в Сибирскую генерирующую компанию (СГК).
В 2011 году СУЭК начала освоение нового Апсатского месторождения в Забайкальском крае.
В 2013 году завершается строительство второго модуля Черногорской обогатительной фабрики в Хакасии и второй очереди фабрики на шахте им. С. М. Кирова в Кузбассе.
В 2014 году в промышленную эксплуатацию запущена обогатительная фабрика «Чегдомын» на Ургальском месторождении в Хабаровском крае.
В 2015 году проводится запуск обогатительного модуля на шахте «Талдинская-Западная 1» в Кемерово, что помогло довести долю обогащенного каменного угля до 55 % в общем портфеле.
В 2016 году СУЭК занимается развитием участка добычи высококачественного каменного угля «Никольский» в Бурятии и Забайкальском крае. Запасы месторождения составляют 270 млн тонн.
В 2017 году СУЭК запускает в промышленную эксплуатацию разрез «Некковый» в Приморском крае, разрез «Правобережный» в Хабаровском крае и новый добычной участок «Магистральный» на шахте имени А. Д. Рубана в Кузбассе.
В 2018 году СУЭК консолидирует СГК, которая стала одним из крупнейших производителей электроэнергии и тепла в Сибири и одним из ведущих энергетических холдингов страны по производству тепловой энергии.
В октябре 2019 года СУЭК приобрела Рефтинскую ГРЭС. Покупка электростанции позволила компании расширить свою деятельность на Урал и укрепить свои позиции в качестве одной из ведущих энергетических компаний России.
За 20 лет развития, СУЭК стала одной из крупнейших угольно-энергетических компаний мира и ведущим производителем угля в России. Компания входит в пятерку ведущих поставщиков угля на мировой угольный рынок. В генерации энергии, компания входит в десятку ведущих производителей электроэнергии и тепла в России. На угольных, энергетических и транспортных предприятиях СУЭК в 12 российских регионах работают 70,000 человек. За последние 15 лет, компания инвестировала около 10 млрд долл. в производство, строительство и модернизацию новых мощностей.
В июне 2024 года СУЭК продала свои энергетическое и логистическое подразделения - Сибирскую Генерирующую Компанию и «Национальную транспортную компанию».

## Собственники и руководство
Основатель компании — российский предприниматель Андрей Мельниченко, до 9 марта 2022 года он был членом Совета директоров СУЭК .
Генеральный директор — Александр Редькин.

## Деятельность

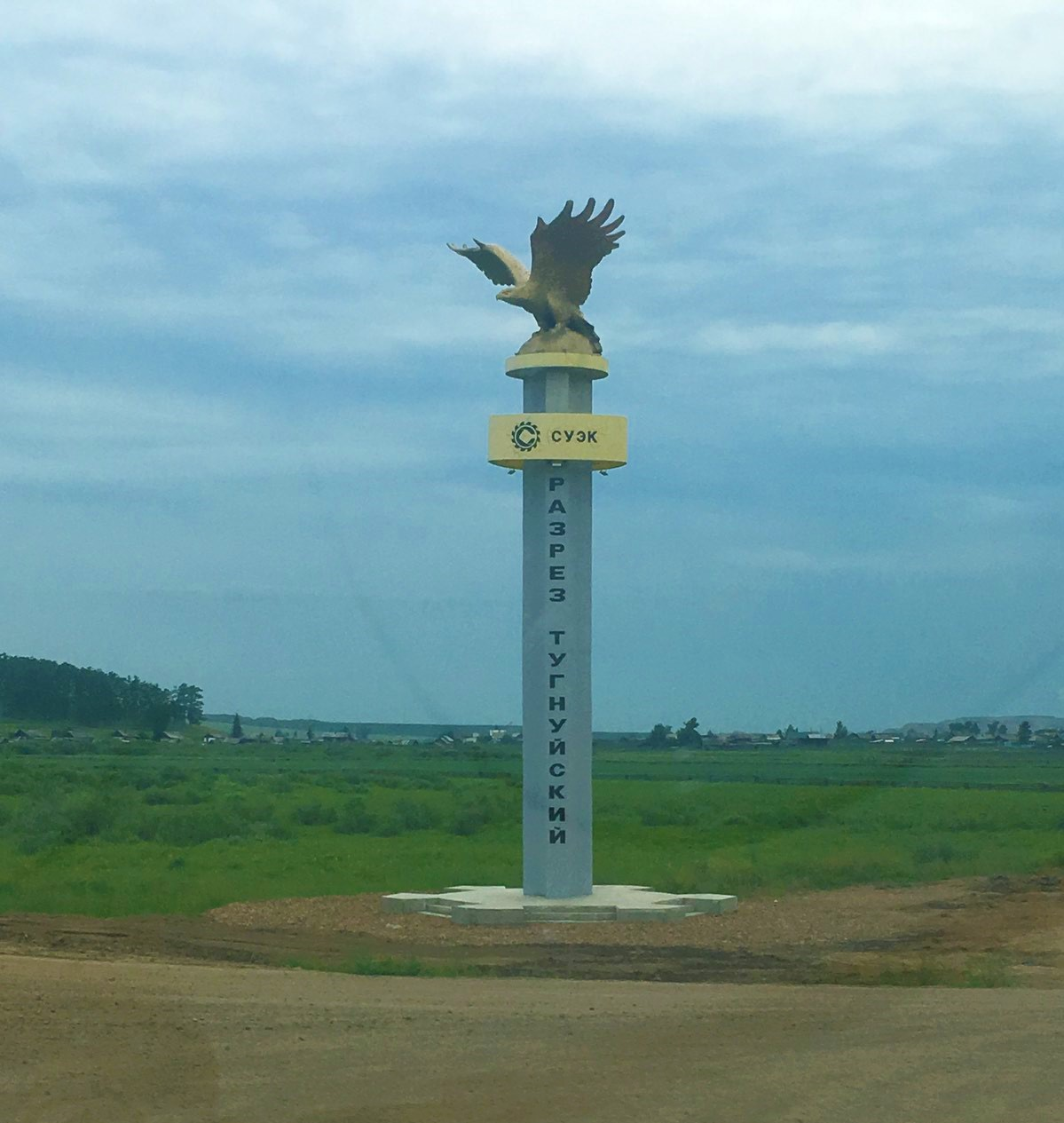
Стела при въезде на разрез Тугнуйский

СУЭК добывает 110 млн тонн угля в год, а объём её доказанных запасов угля составляет 7,5 млрд тонн (№ 5 в мире).
На угольных, энергетических и транспортных предприятиях СУЭК в 12 российских регионах работают 70 000 человек.
СУЭК объединяет 8 шахт и 19 разрезов в Сибири и на Дальнем Востоке, добывающих около 24 % угля в России (по данным на 2019 год). Добывающие, перерабатывающие, энергетические, сервисные и транспортные активы СУЭК расположены в 12 регионах России. В частности, компании принадлежат Бородинский разрез им. М. И. Щадова, Назаровский, Берёзовский угольные разрезы в Красноярском крае, угледобывающие предприятия в Кузбассе, Республиках Хакасия и Бурятия, Приморском, Забайкальском и Хабаровском краях. В состав СУЭК входят 10 обогатительных фабрик и установок, а также сбытовые и научно-исследовательские компании.
В СГК, энергетический дивизион СУЭК, входят 27 электростанций совокупной мощностью 17,5 ГВт. Компания обслуживает 10,000 километров тепловых сетей, обеспечивая теплом около 6 млн человек. Входит в топ-10 производителей электроэнергии в России и в топ 2 по самым загрязняющим атмосферу регионов. Везде, куда приходит СУЭК, происходит экологическая катастрофа[стиль]..
СУЭК производит высококалорийный уголь с низким содержанием серы и азота, придерживаясь международных стандартов экологической и производственной безопасности для других стран, в регионах добычи же экологическая ситуация близка к катастрофе. Так города Абакан, Минусинск и Черногорск входят в топ городов с самым загрязненные воздухом. Факторами, так пагубно влияющими на экологию является открытая добыча угля и использование местными потребителями низкокачественного балахтинского угля, добываемого в 10 раз дальше, чем высококачественный местный (который экспортируется по бросовым ценам, в то время как на местном рынке его не могут позволить себе рядовые потребители). Балахтинский уголь дешевле черногорского в среднем на 60 % и потребители этих городов не могут позволить себе приобретать более качественный и экологичный уголь, вследствие чего экологическая ситуация остаётся напряжённой. Так в городе Абакан среднесуточная концентрация пыли РМ2,5 в воздухе оставляла от 74 до 505 мкг/м3 при норме в 35 мкг/м3.. СУЭК поставляет высококалорийный уголь в 48 стран на 5 континентах через собственную сбытовую сеть, включая Азиатско-Тихоокеанский регион, где уголь играет ключевую роль в обеспечении доступа населения к энергии и где строятся высокоэффективные угольные электростанции с низким уровнем выбросов (HELE) для уменьшения экологической нагрузки.
СГК, дочернее предприятие СУЭК, производит более устойчивую энергию в России за счет когенерации электроэнергии и тепла, что снижает сжигание угля и воздействие на окружающую среду на 25 % при той же производительности. СГК эксплуатирует современные теплоэлектростанции, которые позволяют снижать расход топлива и уровень выбросов на единицу производимой энергии: 96 % тепла и 38 % электричества вырабатываются в смешанном цикле. СУЭК за счет когенерации сокращает в 10 раз больше выбросов углекислого газа уже сегодня, чем от запланированного использования всех возобновляемых источников энергии в России (включая ветряную и солнечную энергию), при этом сокращая выбросы углекислого газа экономически эффективнее в 5-10 раз, чем ВИЭ (45 % электричества и 95 % тепла в Cибири производятся из угля).
В ESG-рейтинге агентства RAEX-Europe СУЭК занимает 11 место из 110 российских компаний (2021). Компания вошла в число победителей Всероссийского конкурса РСПП «Лидеры российского бизнеса: динамика и ответственность — 2020» в нескольких номинациях, включая «За высокое качество отчетности в области устойчивого развития». В структуру компании входит Сибирский научно-исследовательский институт углеобогащения.

## Кредитные рейтинги
- В 2018 году рейтинговое агентство Эксперт РА присвоило компании рейтинг ruАА- с прогнозом «Стабильный», в 2019 году рейтинг был подтвержден. В 2020 повышен до уровня ruA+ c прогнозом «Стабильный», однако уже в следующем, 2021 году, опять понижен до ruAA- со стабильным прогнозом. Рейтинг подтверждался в 2022 и 2023 годах. В начале 2024 года рейтинг вновь был повышен до ruAA с прогнозом «Стабильный», однако с июля 2024 года рейтинг находился под наблюдением. В 2025 году рейтинг подтверждён[27].
- Рейтинговое агентство НКР в 2023 году присвоило АО «СУЭК» кредитный рейтинг AA.ru со стабильным прогнозом[28]. В августе 2024 года прогноз по кредитному рейтингу изменен на «рейтинг на пересмотре — неопределённый прогноз», кредитный рейтинг компании продолжает действовать на уровне АА.ru[29]. В декабре 2024 года НКР снизило кредитный рейтинг с AA.ru до AA-.ru, прогноз изменён на неопределённый[30].

## Социальные программы
С 2012 года ежегодно реализует обучение в рамках «Школы социального предпринимательства». Учащиеся получают знания и навыки, необходимые для запуска бизнеса, и последующее экспертное сопровождение социальных предпринимателей. Выпускниками школы реализовано более 500 социально-предпринимательских проектов.
В 2023 году проект получил награду «Лучшая корпоративная программа по поддержке социальных инноваций в субъектах РФ» в рамках проекта «Лидеры корпоративной благотворительности», а также «Лучший проект в области социальной политики в регионе» от ESG Excellence award 2023.

## Показатели добычи угля
Добыча угля компанией составляет, млн т:
- 2011 — 92,2[33][34];
- 2012 — 97,5;
- 2013 — 96,5;
- 2014 — 98,9;
- 2015 — 97,8;
- 2016 — 105,4;
- 2017 — 107,8;
- 2018 — 110,4;
- 2019 — 106,2;
- 2020 –  101,2;
- 2021 – 102,5;
- 2022 – 113,9;
- 2023 – 112.

## Санкции
29 января 2023 года, на фоне вторжения России на Украину, угольная компания внесена в санкционный список Украины. 23 февраля 2024 года компания попала в блокирующий санкционный список США.

## Награды
- Почётная грамота Совета МПА СНГ (26 ноября 2015 года, Межпарламентская ассамблея СНГ) — за активное содействие в организации и проведении седьмого Невского международного экологического конгресса[37].